# Eugen Ledebur-Wicheln
Eugen Rudolf Maria Ledebur-Wicheln (Petrohrad, 14 novembre 1873 – Terezín, 12 novembre 1945) è stato un politico cecoslovacco di minoranza tedesca.

## Biografia
Il conte Eugen nacque a Petrohrad nel 1973, terzo dei cinque figli del politico Johann e di Karoline Czernin von Chudenitz (1847-1907).
Si laureò in legge all'Università tedesca di Praga nel 1895. L'8 gennaio 1910 sposò a Vienna la contessa Eleonore Larisch von Moennich (1888-1975).
Fu influenzato dal padre, un cattolico conservatore, e divenne attivo nel Partito Popolare Cristiano Sociale Tedesco (DCV) dopo la fine della Grande Guerra e la fondazione della Cecoslovacchia.
Si candidò nel 1920 al Senato nelle prime elezioni cecoslovacche, riuscendo ad essere eletto e restando in carica fino al 1929. Si interessò a questioni di economia e politica estera e diresse l'Ufficio politico tedesco per l'impiego.
Nel DCV fu uno dei sostenitori del nazionalsocialismo e dal 1933 non nascose la sua simpatia per il Partito tedesco dei Sudeti (SdP) di Konrad Henlein. Nel 1936 sostenne che non ci fossero giustificazioni per l'esistenza di un partito confessionale, proponendo di fondere il DCV con l'SdP, e nel 1938 criticò il vescovo Anton Alois Weber per le sue posizioni contrarie a quest'ultimo partito politico.
Dopo l'accordo di Monaco e l'annessione dei sudeti al Reich tedesco, si ritirò dalla politica dedicandosi  alle sue proprietà terriere.

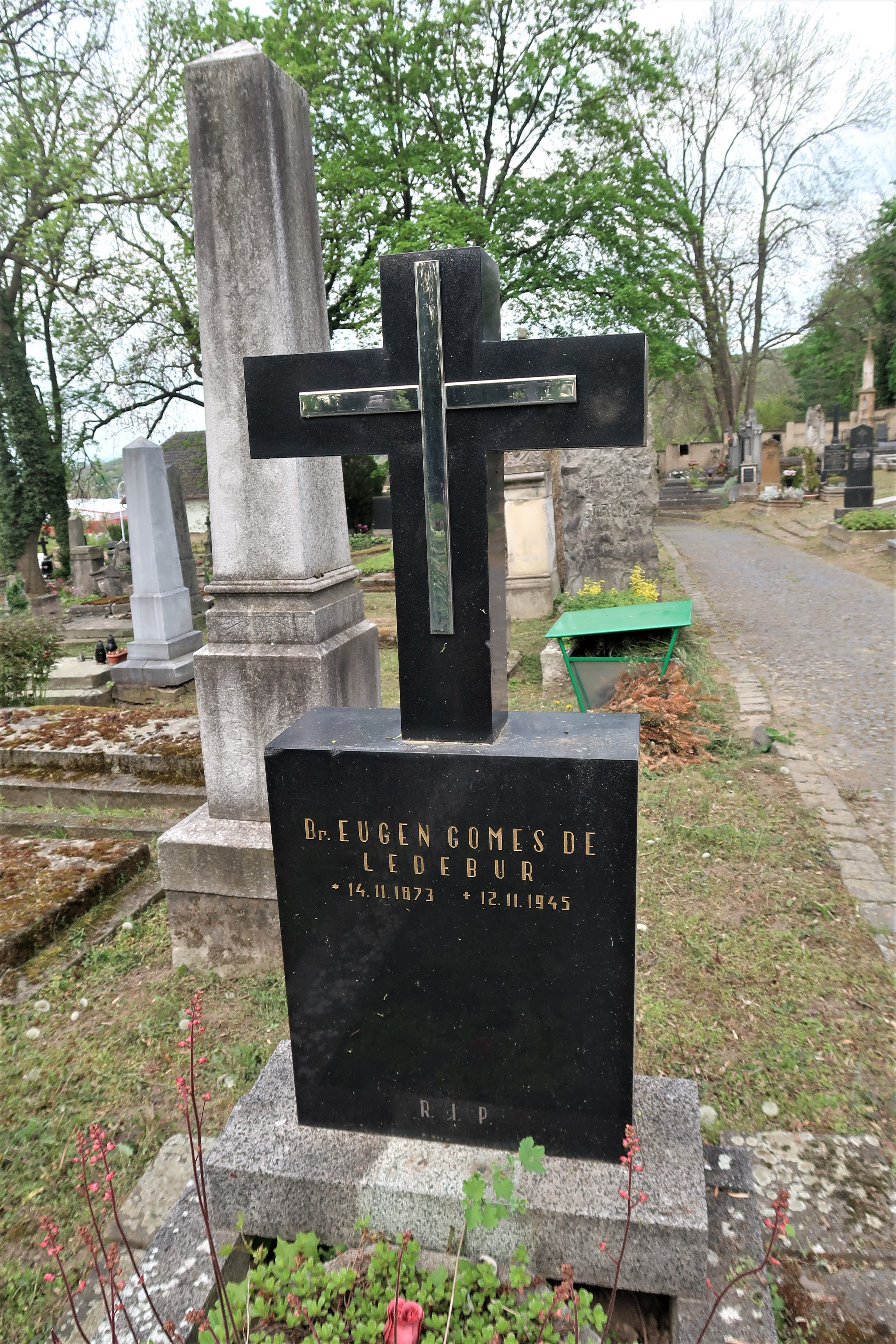
La tomba di Eugen nel cimitero cittadino di Litoměřice

Dopo la fine della seconda guerra mondiale venne arrestato dai cechi e internato presso il campo di concentramento di Theresienstadt il 26 maggio 1945; morì poco prima di compiere 72 anni a causa dei maltrattamenti subiti.

## Discendenza
Eugen Ledebur-Wicheln ed Eleonore Larisch von Moennich ebbero quattro figlie e tre figli:
- Henriette Caroline (Krzemusch, 19 dicembre 1910 - Sankt Ruprecht an der Raab,  29 giugno 2002), fu la madre, tra gli altri, di Ferdinand, Johannes e Marie Kinsky von Wchinitz und Tettau;
- Karoline (Krzemusch, 23 marzo 1912 - Grabs, 29 novembre 1996), sposò il principe Hans von und zu Liechtenstein;
- Franziska (Milleschau, 18 giugno 1913 - Kißlegg, 9 aprile 2002);
- Heinrich (Solza, 19 ottobre 1915 - scomparso in Russia, dicembre 1943);
- Franz (Krzemusch, 13 aprile 1919 - morto in battaglia in Russia, 11 gennaio 1944);
- Marie Franziska (Krzemusch, 5 novembre 1920 - Heidelberg, 14 giugno 1984);
- Gerhard (Krzemusch, 25 gennaio 1927 - 1991).